# フィリップ・バルビエール
フィリップ・アントワーヌ・バルビエール（Philippe Antoine Barbier, 1848年3月2日 – 1922年）はフランスの化学者。姓はバルビエとも表記する。
マルセラン・ベルテロに師事した。Supérieure de Pharmacie にて1876年に博士号 (D. Sc.) を取得した。
芳香族化合物への熱の影響における研究、サフラニンをはじめとする植物の香りや精油成分の研究を行う。
また、ハロゲン化アルキルとカルボニル基を亜鉛存在下で反応させるバルビエール反応を見つけ、さらに有機ハロゲン化マグネシウムを初めて合成したことで知られる。これはその後、弟子のヴィクトル・グリニャールによるグリニャール試薬の発見へとつながった。